# CLM P1/01
CLM P1/01, переименованный в ENSO CLM P1/01 в 2017 году, — спортивный прототип гоночного автомобиля, построенный для Lotus Racing в 2014 году. Команда Lotus приняла участие в последних пяти раундах чемпионата мира по гонкам на выносливость в 2014 году, но позже взяла название австрийской команды ByKolles Racing. Он разработан в соответствии с регламентом LMP1-L 2014 года для прототипов Ле-Мана в чемпионате мира по гонкам на выносливость FIA , а также в 24 часах Ле-Мана. P1/01 дебютировал в 2014 году на четвёртом этапе чемпионата мира по гонкам на выносливость FIA.

## Разработка
Команда ByKolles Racing, ранее известная как Kodewa или Lotus Racing, участвовала в чемпионате мира по гонкам на выносливость FIA в классе LMP2, выставив пару шасси Lotus T128 . В 2014 году Lotus Racing подтвердила, что они вступят в класс LMP1 с новым шасси, предварительно названным Lotus T129. Новое шасси пропустило первые три раунда сезона, включая 24 часа Ле-Мана, и дебютировало в гонках, переименованное в CLM P1/01, на 6 часах гонок Америки 2014 года .

## История гонок

### Сезон 2014 года
Автомобиль дебютировал на публике в 2014 году на 24-часовой гонке Ле-Ман, будучи переименованным в Lotus P1/01, однако, он не смогпо участвовать ни в одной сессии мероприятия из-за изменения двигателя, который автомобиль собирался использовать. Первоначально автомобиль собирался использовать 4-литровый атмосферный Audi V8, но сделка сорвалась по неизвестным причинам, и автомобиль был оснащен 2,4-литровым твин-турбо V6 от AER . Автомобиль дебютировал в гонках на следующем этапе чемпионата мира по гонкам на выносливость, 6-часовой гонке по американскому континенту, под номером автомобиля 9. Хотя автомобиль не смог пройти квалификацию, он закончил гонку на втором месте в классе LMP1-L, пройдя 140 кругов, на девять кругов отстав от победителя класса Rebellion R-One . На следующей гонке в Фудзи автомобиль загорелся после 181 круга из-за разрыва топливопровода. Пилот автомобиля в то время, Кристоф Бушю, отделался без травм, но покинул команду после гонки. P1/01 завоевал ещё один финиш на следующем этапе в Шанхае, но не смог финишировать в Бахрейне и Сан-Паулу.